# 위탁판매
위탁판매(委託販賣, consignment)는 기업이 취하는 판매 활동 형태의 하나이다.
세무회계에 있어서 위탁판매의 의한 수익계상은 위탁품에 대하여 수탁자가 판매한 날에 속하는 사업연도의 익금에 산입하는 것을 원칙으로 하고 있다. 그러나 기업회계원칙에 의한 위탁판매의 수익의 인식기준은 수탁자로부터 적송품에 대한 매출계산서가 작성되어 도달할 때에 수익으로 계상한다(매출계산서 도착기준). 다시 말해서 위탁판매에 의한 적송품(積送品)이 수탁자의 수중에 있는 한 그 소유권은 위탁자에 있으므로 당해 적송품이 위탁자의 소유권을 떠난 시점은 수탁자가 이것은 판매한 때라고 보아 법인세법에서는 법적 기준에 의하여 수익이 실현된다는 입장을 취하는 것이고, 따라서 수탁자가 판매한 날에 속하는 위탁자의 사업연도에 익금으로 계상하도록 규정하고 있다.

## 같이 보기
- 제조업
- 물류